# Hymenocephalus semipellucidus
Hymenocephalus semipellucidus är en fiskart som beskrevs av Sazonov och Akitoshi Iwamoto 1992. Hymenocephalus semipellucidus ingår i släktet Hymenocephalus och familjen skolästfiskar. Inga underarter finns listade i Catalogue of Life.